# 树木子
樹木子（日语：／ Jubokko），是水木茂的漫画里出现的妖怪之一，是战场上生长的树木变成，雖然外型與一般樹無異，但是在吸收了戰場上亡者的大量鮮血後轉化成為了妖怪，並從此以血維生。樹木子会將管狀的樹枝刺入通过树下的人，並吸取他們的血；據說因此而死的受害者屍體不會腐壞，會保持生前的樣貌。當樹木子被砍伐時，折斷的枝幹中流出的不是樹脂而是血，樹木子的樹枝據說可以用來治療以及淨化受傷的人。

## 大眾文化
樹木子出現於電視劇《格林》中，企圖傷害森林之人會遭到木僕精的殺害，屍首與其血液則成為樹木子的養分。

## 関連項目
- 树妖
- 日本妖怪列表